# Gaeko
Kim Yoon-sung (em coreano: 김윤성; 14 de janeiro de 1981) mais conhecido pelo seu nome artístico Gaeko (개코) é um rapper sul-coreano. Ele e Choiza compõem o duo de hip hop Dynamic Duo, que subiu para a fama após o lançamento de seu álbum de estreia "Taxi Driver" em 2004. Em 2015, Ele lançou seu primeiro álbum solo chamado "Redingray".

## Vida pessoal
Em 14 de maio de 2011, no meio de seu serviço militar, ele se casou com Kim Soo-Mi antes de voltar a servir o resto do seu mandato. Seu filho, Rhythm, nasceu cinco meses depois, em 28 de setembro de 2011.

## Filmografia

### Show de variedades
| Ano  | Título             | Rede | Notas                                |
| ---- | ------------------ | ---- | ------------------------------------ |
| 2012 | Running Man        | SBS  | Episódio 83                          |
| 2015 | Hello Counselor    | KBS2 | Convidado (com Choiza), Episódio 250 |
| 2016 | Infinite Challenge | MBC  | Episódios 506, 507 & 513             |

## Discografia

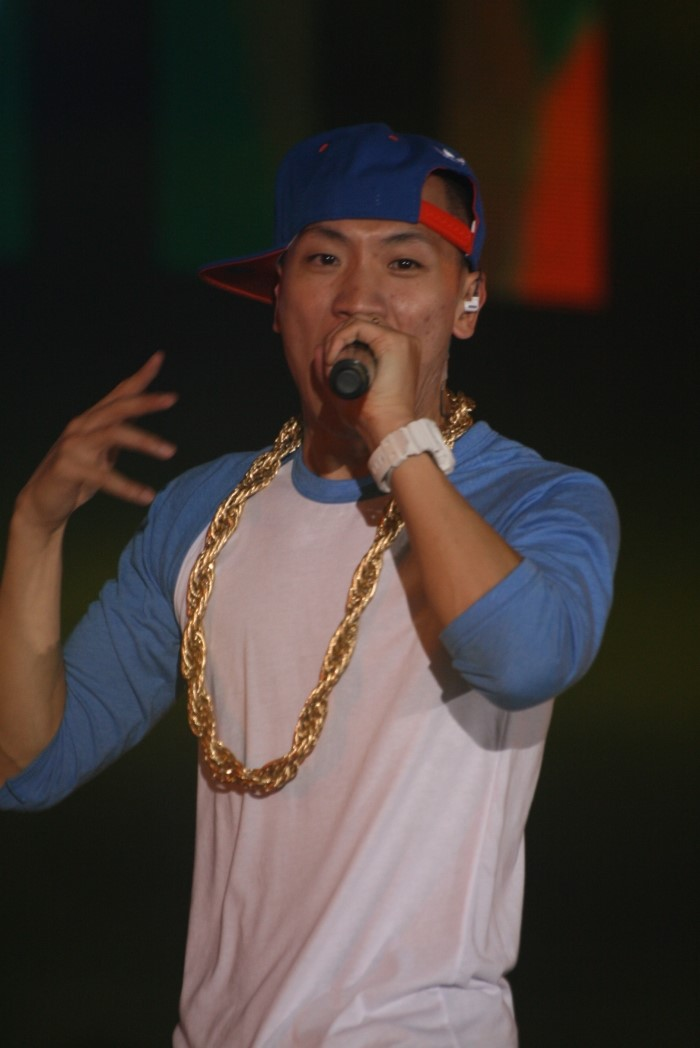
Gaeko se apresentando no Expo Pop Festival 2014

### Artista Solo

#### Álbum de estúdio
- Redingray (2014)

#### Aparições em trilha sonora
| Ano  | Título                  | Pico do gráfico de posições | Pico do gráfico de posições | Vendas | Álbum                                            |
| Ano  | Título                  | KOR Gaon                    | CHN Baidu                   | Vendas | Álbum                                            |
| ---- | ----------------------- | --------------------------- | --------------------------- | ------ | ------------------------------------------------ |
| 2016 | "Send Me Your Pictures" | —                           | —                           | —      | Entertainer OST - Lançamento: 11 de Maio de 2016 |

## Prêmios e indicações

### Programas de música

#### M! Countdown
| Ano  | Data          | Canção       |
| ---- | ------------- | ------------ |
| 2014 | 23 de outubro | "No Make Up" |